# Gasquet (California)
Gasquet es un lugar designado por el censo ubicado en el condado de Del Norte en el estado estadounidense de California. En el año 2010 tenía una población de 661 habitantes.

## Geografía
Gasquet se encuentra ubicado en las coordenadas 41°51′0″N 123°56′42″O / 41.85000, -123.94500.